# Den faldne engel
 Der er for få eller ingen kildehenvisninger i denne artikel, hvilket er et problem. Du kan hjælpe ved at angive troværdige kilder til de påstande, som fremføres i artiklen.

Den faldne engel er en dansk fantasyroman skrevet af Kenneth Bøgh Andersen, og er femte bind i serien Den Store Djævlekrig. Den udkom første gang den 15. september 2015 på forlaget Høst & Søn, en afdeling hos Rosinante & Co, og er 316 sider lang. Siden lukningen af Rosinante & Co, er bogen udgivet af Gyldendal, der opkøbte forlaget i 2019, men "Høst & Søn" står stadig på ryggen af bogen som på de andre bind i serien. Næste og sidste bog i serien er Den faldne djævel og udkom 2016.

## Handling
Tekst mangler, hjælp os med at skrive teksten
| Bog | Spire Denne artikel om bøger og tidsskrifter er en spire som bør udbygges. Du er velkommen til at hjælpe Wikipedia ved at udvide den. |